# AMC AMX
La AMX è un'autovettura prodotta dalla AMC dal 1968 al 1970. In Australia è stata commercializzata come Rambler AMX.

## Storia
Lo stile della AMX richiamava le Gran Turismo, ma le caratteristiche erano da vettura sport. La AMX era classificata comunque come muscle car e fu all'epoca l'unica vettura statunitense con corpo vettura in acciaio che venne prodotta dopo la prima serie della Ford Thunderbird (quest'ultima fu infatti commercializzata dal 1955 al 1957). La AMX era in diretta concorrenza con un solo modello, la Chevrolet Corvette anche se, rispetto a quest'ultima, era in vendita ad un prezzo inferiore. Questa concorrenza diretta era anche riconosciuta dalla stampa. Il modello è stato assemblato a Kenosha, nel Wisconsin, ed a Melbourne. I modelli venduti in Australia erano denominati "Rambler AMX".

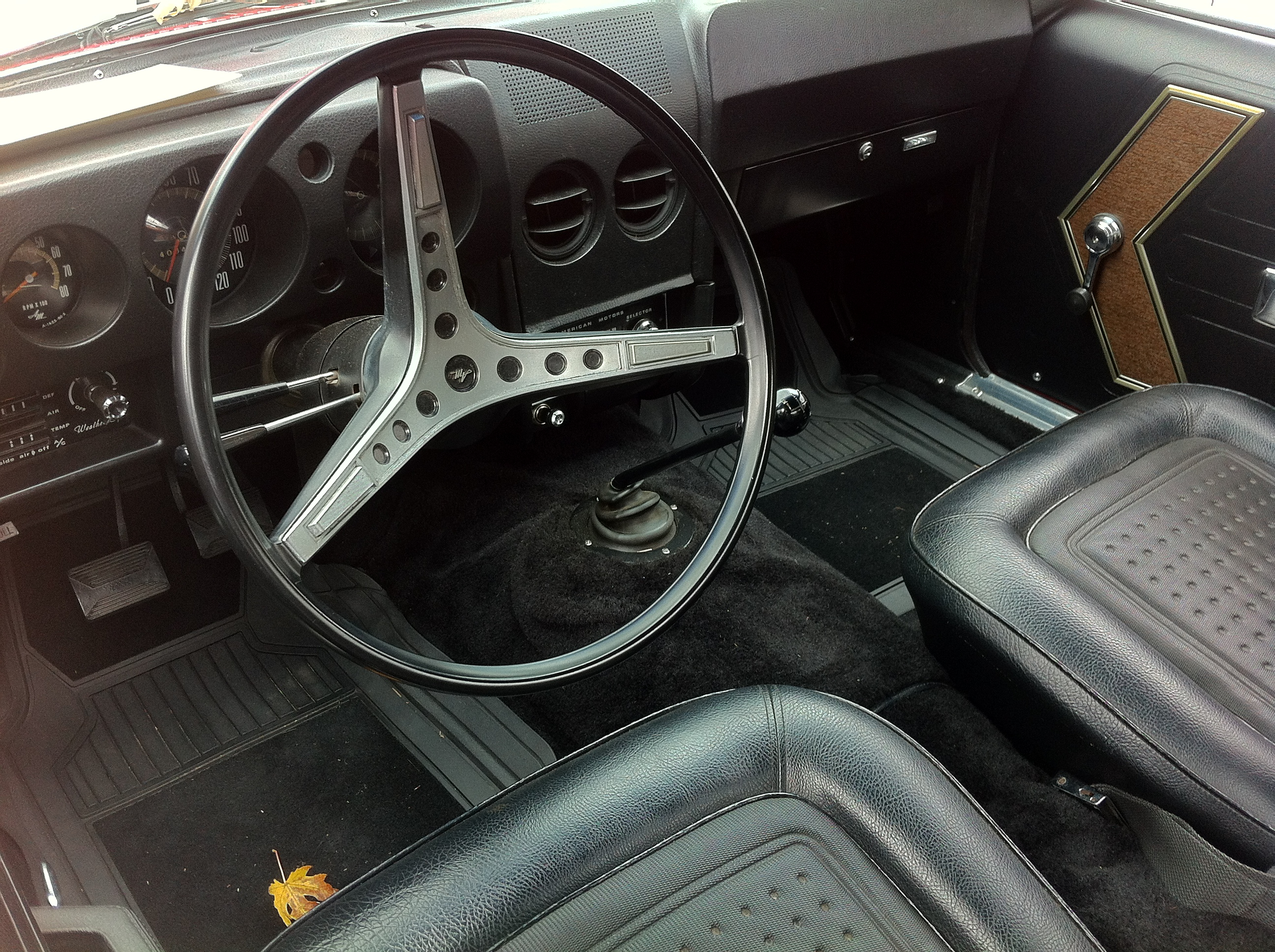
Interni

Dal 1968 al 1969 furono disponibili tre motori V8 che avevano una cilindrata di 4,8 L, 5,6 L e 6,4 L. I tre propulsori erogavano una potenza, rispettivamente, di 225 CV, 280 CV e 315 CV ed erano dotati di un carburatore a quadruplo corpo. Nel 1969 fu introdotta una versione di quest'ultimo motore che era dotata di due carburatori a quadruplo corpo e che erogava 420 CV. Nel 1970 il motore da 6,4 L fu ulteriormente potenziato a 325 CV nonostante l'alimentazione fosse tornata ad essere fornita da un singolo carburatore quadruplo corpo. L'altro motore disponibile nel 1970 era invece un V8 da 5,9 L e 285 CV. Grazie a queste motorizzazioni, la AMX forniva ottime prestazioni ad un prezzo abbordabile. Il motore era montato anteriormente, mentre la trazione era posteriore. I cambi disponibili erano due, vale a dire una trasmissione manuale a quattro rapporti ed un cambio automatico a tre rapporti. L'unica carrozzeria disponibile era coupé due porte.
Nonostante le sue caratteristiche e l'ottima accoglienza iniziale, le vendite non decollarono mai.  Dopo solo tre anni di produzione, il modello venne pertanto tolto di produzione ed il nome AMX fu trasferito alla versione ad alte prestazioni della Javelin (che fu in commercio dal 1971 al 1974). Negli anni seguenti, il nome AMX fu utilizzato sulle versioni coupé ad alte prestazioni di altri modelli: nel 1977 sulla Hornet, nel 1978 sulla Concord e dal 1979 al 1980 sulla Spirit in 1979 and 1980.